# Gary Hilton
Gary Michael Hilton (nacido el 22 de noviembre de 1946), conocido como El asesino en serie del bosque nacional, es un asesino en serie estadounidense responsable de cuatro homicidios conocidos entre 2007 y 2008 cometidos en tres estados, todos los cuales ocurrieron dentro de las instalaciones del bosque nacional de los Estados Unidos. Condenado a muerte en Florida y a cadena perpetua en Georgia y Carolina del Norte, Hilton sigue siendo sospechoso de varios otros asesinatos, incluido el de Judy Smith.

## Asesinatos

### John e Irene Bryant
El 21 de octubre de 2007, una pareja jubilada de ávidos excursionistas que vivían en Horse Shoe, Carolina del Norte, John Davis “Jack” Bryant , de 80 años, e Irene Woods Bryant , de 84, salieron a caminar por el Bosque Nacional Pisgah, dejando su Ford Escape marrón estacionado en Yellow Gap Road, cerca de la ruta 276 de Estados Unidos. Después de no tener noticias suyas durante dos semanas, los familiares denunciaron la desaparición de la pareja a la Oficina del Sheriff del condado de Henderson, que rápidamente inició una búsqueda de los Bryant, compuesta por más de treinta voluntarios, perros detectores de cadáveres y un helicóptero. Al examinar sus registros telefónicos, se supo que Irene había intentado llamar al 911 el día de su desaparición, pero se perdió la señal y se cortó la llamada.
El 10 de noviembre de 2007, el grupo de búsqueda localizó el cuerpo de una mujer en el sendero Barnett Branch, cubierto de hojas. Sospechando que podría pertenecer a Irene, lo enviaron a la oficina del médico forense estatal en Chapel Hill para realizar una autopsia. Tres días después, el cuerpo fue identificado positivamente como el de Irene, quien había sido asesinada a golpes con un instrumento contundente. Como esto ahora se consideraba un homicidio perpetrado en terrenos federales, el FBI inició una investigación con una recompensa de 10.000 dólares a quien pudiera proporcionar información que condujera al asesino. Al mismo tiempo, se reveló que una tarjeta bancaria perteneciente a los Bryant se había utilizado para retirar 300 dólares de un cajero automático en Ducktown, Tennessee, y las cámaras de vigilancia mostraban a un hombre caucásico mayor que vestía una chaqueta impermeable amarilla cuya capucha ocultaba su rostro. En ese momento, John todavía era considerado una persona desaparecida, posiblemente secuestrado por quien había matado a su esposa.
El 3 de febrero de 2008, Mark Waldrop, un cazador, descubrió un cráneo en el Bosque Nacional Nantahala, justo al lado de la carretera de servicio forestal conocida como "The Switchbacks". Después de llamar al diputado local para pedir ayuda, el dúo investigó la escena. Tras una inspección más cercana, se localizaron una pelvis y una columna a unos 20 metros del cráneo. Como no había ropa ni identificación cerca de los restos, los huesos fueron enviados al médico forense en Chapel Hill para identificar al difunto. Después de dos días, fue identificado positivamente como el de John Bryant.

### Cheryl Dunlap
El 3 de diciembre de 2007, Cheryl Hodges Dunlap, de 46 años, residente de Crawfordville, Florida, no se presentó en su iglesia de Tallahassee, donde enseñaba en la escuela dominical. Considerando que este comportamiento era inusual, su familia denunció su desaparición al día siguiente, después de que su automóvil abandonado, un Toyota Camry blanco, fuera ubicado al norte de la frontera del condado. Aproximadamente cinco días después, se organizó un grupo de búsqueda de alrededor de 180 personas para ayudar a localizarla y, a pesar de que inicialmente no pudieron encontrar nada, los miembros todavía esperaban localizar a Dunlap con vida.
El 16 de diciembre de 2007, Ronnie Rentz, un cazador que pasaba por el bosque del Bosque nacional de Apalachicola con sus perros, descubrió el cuerpo decapitado y en descomposición de una mujer blanca, informando inmediatamente del hallazgo a las autoridades estatales. Como inicialmente no estaban seguros de si el cuerpo era de Dunlap, fue enviado al médico forense, quien confirmó que efectivamente era de ella mediante un perfil de ADN. Al clasificar su muerte como homicidio, las autoridades anunciaron que estaban buscando un camión verde sospechoso visto en el área alrededor del momento en que Dunlap desapareció, conducido por un hombre que había usado su tarjeta de cajero automático cinco veces en Tallahassee, retirando $700 de su cuenta. Durante los días siguientes, la policía recibió numerosas pistas, algunas de las cuales se referían a un extraño vagabundo con un perro que conducía una furgoneta Chevrolet Astro verde del año 2001, pero esta pista no condujo a ningún arresto. Por esta época, comenzaron a circular rumores de que un delincuente en serie estaba operando entre Georgia y Florida. Aun así, en ese momento, la Oficina del Sheriff del Condado de León declaró que estaban investigando el caso como un homicidio aislado.

### Meredith Emerson
El día de Año Nuevo de 2008, Meredith Hope Emerson, gerente de ventas de 24 años, decidió hacer una caminata por el Freeman Trail en Blood Mountain, en el Parque Estatal Vogel de Georgia. Estaba acompañada por su perro, Ella, y según varios testigos, habían observado a un misterioso hombre mayor con su perro siguiéndola. El 3 de enero de 2008, las autoridades localizaron su Chevrolet Cavalier 1995, donde encontraron varios artículos como su botella de agua, una correa para perro y una porra policial.
Ese día, una mayor investigación sobre el hombre visto siguiendo a Emerson reveló que era Hilton, de 61 años, un vagabundo local conocido por su comportamiento extraño y temperamento cruel. A menudo paseaba a su perro, Dandy, por el sendero. Desde esta revelación, fue anunciado como una persona de interés en el caso, y la policía solicitó que lo interrogaran oficialmente sobre el caso. Un día después de este anuncio, la perra de Emerson, Ella, fue encontrada deambulando por un estacionamiento de Kroger y devuelta a la familia de Emerson. El 5 de enero de 2008, las autoridades localizaron numerosos artículos pertenecientes a Emerson dentro de un contenedor de basura cerca de un estacionamiento de QuikTrip en Cumming: su ropa ensangrentada, su billetera, su licencia de conducir, una tarjeta de identificación de la Universidad de Georgia y un cinturón de seguridad de automóvil manchado de sangre.

## Víctimas sospechosas
Además de los homicidios mencionados anteriormente, Hilton ha sido investigado y sigue siendo sospechoso de los siguientes asesinatos sin resolver:
- El 7 de septiembre de 1997, se encontraron varios huesos humanos y objetos personales en el Bosque Nacional Pisgah, esparcidos cerca de un campamento. La fallecida fue finalmente identificada como la excursionista Judy Smith, de 51 años , quien fue vista por última vez en Filadelfia cinco meses antes, el 10 de abril de 1997. Se ha especulado que podría haber sido víctima de Hilton, quien había dejado uno de sus víctimas en condiciones similares cerca de donde se descubrió el cuerpo de Smith.[27]
- Jason Andrew Knapp, de 20 años, estudiante de la Universidad Clemson, fue visto por última vez por su compañero de cuarto en su residencia en University Terrace Apartments en Carolina del Sur el 11 de abril de 1998. Su compañero de cuarto dijo que Knapp estaba viendo una película aproximadamente a las 10:30. pm esa noche. Las autoridades encontraron la Chevrolet Beretta blanca 1990 de Knapp abandonada nueve días después, el 21 de abril de 1998. El vehículo estaba estacionado en el Parque Estatal Table Rock, en el condado de Pickens, Carolina del Sur. Fue declarado legalmente muerto en 2018. Debido a las similitudes con sus otros crímenes conocidos, Hilton fue propuesto como sospechoso, pero negó cualquier conexión con Knapp.[28][29]
- La peluquera Patrice Marie Tamber Endres, de 38 años, desapareció de su peluquería, Tamber's Trim 'N Tan, en Cumming, Georgia, el 15 de abril de 2004, entre las 11:37 y las 11:50 am. Sus restos fueron encontrados el 6 de diciembre de 2005. en el condado de Dawson, Georgia.[30][31] Se sabía que Hilton había estado en el condado de Forsyth, porque lo habían detenido por una infracción de tránsito allí. En sus declaraciones a los investigadores, Hilton les dijo que solía ir a las peluquerías a pedir dinero, normalmente a la hora del almuerzo. Los investigadores no pudieron encontrarle una coartada el día de la desaparición de Patrice.[32]
- Rossana Miliani, de 26 años, una excursionista de Miami, Florida, fue vista por última vez aproximadamente a las 12:00 p. m. en el hotel Ramada Inn en Cherokee, Carolina del Norte. Miliani llamó a su padre desde el hotel ese día y le dijo que iba a caminar por el sendero de los Apalaches. Un empleado de una tienda que leyó sobre la desaparición de Miliani afirmó que vendió una mochila a Miliani y a un hombre blanco no identificado de unos 60 años en Bryson City, Carolina del Norte, en 2005. Tras el arresto de Hilton, el empleado de la tienda se puso en contacto con las autoridades para notar las similitudes entre Hilton y el sospechar.[33][34]
- Michael Scot Louis , de 27 años, residente de South Daytona, desapareció el 21 de noviembre de 2007.[35] Unas semanas más tarde, el 6 de diciembre, un pescador encontró sus restos desmembrados en Ormond Beach, empaquetados en bolsas negras que habían sido arrojadas en el río Tomoka.[36] Los restos no se conectaron inmediatamente con Louis, y la identificación se produjo varios días después por un laboratorio en California. Su cabeza nunca fue localizada. Las autoridades han declarado que si bien Hilton sigue siendo sospechoso del asesinato y estaba en el área en ese momento, no es el único.[37][38]

## Arresto, juicios y encarcelamiento
Cinco horas después de que la policía encontrara los artículos relacionados con Emerson, Hilton fue arrestado gracias a dos denuncias telefónicas anónimas, que afirmaban que estaba aspirando su camioneta en un establecimiento local. Fue trasladado a la cárcel del condado, donde posteriormente fue acusado de secuestro basándose en la evidencia material que lo conecta con el caso. Mientras estaba detenido en una prisión federal en Atlanta, la búsqueda del cuerpo de Emerson continuó en un área de 90 millas cuadradas del Bosque Nacional Chattahoochee. Al examinar su camioneta, la misma Chevrolet Astro 2001 como se informó anteriormente en las pistas de los testigos, las autoridades notaron que le faltaba el cinturón de seguridad trasero, que coincidía con el que se encontraba entre los artículos personales de Emerson.
A cambio de retirar la pena de muerte en su contra, Hilton acordó revelar dónde se había deshecho de los restos de Emerson, lo que llevó a los investigadores al Área de Manejo Forestal de Dawson. La habían decapitado, pero el forense determinó que se había hecho post mortem en un intento de impedir la identificación. Hilton afirmó que la había secuestrado para robarle sus tarjetas bancarias y su código PIN y que la había golpeado repetidamente con una llanta de hierro, causándole la muerte. Más tarde se declaró culpable de su asesinato y fue sentenciado a cadena perpetua con posibilidad de libertad condicional después de 30 años. En septiembre de 2009, un excursionista encontró suministros para acampar que se creía pertenecían a Hilton, que luego fueron entregados a las autoridades de Florida para su uso en el próximo juicio de Dunlap.
Aproximadamente un mes después, los fiscales de Florida acusaron a Hilton del asesinato de Dunlap, alegando que la evidencia forense lo vinculaba con el asesinato. A pesar de sus esfuerzos por luchar contra su extradición, Hilton fue llevado al condado de Leon desde la Prisión Estatal de Clasificación y Diagnóstico de Georgia en junio de 2008, y fue puesto en prisión preventiva en espera de juicio por el asesinato de Dunlap. Los abogados Inés Suber y Steven Been, especializados en casos de homicidio capital, fueron contratados como sus defensores públicos. En su juicio, los fiscales afirmaron que Hilton había secuestrado a Dunlap del área geológica de Leon Sinks y la había mantenido cautiva durante dos días, antes de finalmente matarla y decapitar su cuerpo. También intentó eliminar posibles pruebas incinerando su cabeza y sus manos en un pozo de fuego antes de finalmente arrojar el cuerpo al bosque.
El equipo de defensa de Hilton afirmó que no había pruebas forenses de que hubiera cometido el asesinato, mientras que los fiscales respondieron que Hilton había afirmado en una cinta que se había deshecho del cuerpo de Dunlap, pero luego intentó deliberadamente distanciarse de él. Después de cuatro horas de deliberación, el jurado lo declaró culpable de tres de cuatro cargos, con recomendación de imponerle la pena de muerte. El 22 de febrero de 2011, fue oficialmente sentenciado a muerte por el crimen y enviado al corredor de la muerte de Florida. En 2012, Hilton fue llevado a juicio por tercera vez por los asesinatos de John e Irene Bryant. Como parte de un acuerdo con el fiscal, admitió su culpabilidad en los asesinatos y fue sentenciado a una cadena perpetua adicional sin posibilidad de libertad condicional. Durante las audiencias, Hilton describió cómo había matado a Irene en el acto y luego secuestró a John para extorsionarlo con sus datos bancarios, antes de dispararle en la cabeza con una Magnum .22 y luego deshacerse de su cuerpo.

## Consecuencias
Durante y después de sus juicios, perfiladores criminales del FBI y agencias de todo el país asistieron al proceso para entrevistar a Hilton. Según el criminólogo Eric Hickey, Hilton probablemente fue responsable de otros homicidios antes de 2007, una afirmación respaldada por otros perfiladores veteranos, que se mostraron escépticos de que Hilton hubiera comenzado a matar cuando tenía 60 años. En 2018, Hilton intentó sin éxito revocar su sentencia de muerte, citando a su equipo de defensa como disfuncional e ineficaz. Tanto las autoridades estatales como federales negaron su apelación.